# M1 (spoorwegrijtuig)
Het Spoorwegrijtuigtype M1 is een voormalige serie van ongeveer 500 rijtuigen van Belgische spoorwegen voor binnenlands verkeer. Het type verschilde door de uitvoering behoorlijk van de voorgangers. De rijtuigen deden vanaf de jaren 30 van de twintigste eeuw dienst tot eind jaren 80.

## Uitvoering
Het meest opvallende aan de rijtuigen waren de beide middendeuren. Deze waren pneumatisch bediend. Daarnaast ontbrak de oorspronkelijke eerste klasse. Nadat de derde klasse in 1956 werd afgeschaft, werd de derde klasse (C) tweede klasse (B) en de tweede klasse (B) eerste klasse (A). Ook waren er geen coupés meer, maar waren alle afdelingen open. De rijtuigen waren oorspronkelijk bedoeld voor lokaal verkeer, maar deden vaak ook dienst in sneltreinen. Hoewel de rijtuigen qua uitvoering en onderhoud bijzonder aantrekkelijk waren vanuit de zijde van de NMBS, was het comfort voor de reizigers minder. Zo was er een slechte isolatie qua geluid en verwarming. Ook was de binnenverlichting matig. De 3e klasse was uitgevoerd met harde houten banken met een rugleuning van slechts beperkte hoogte. In de jaren 60 werden 35 rijtuigen omgebouwd tot stuurstandrijtuigen, waardoor trekduwverkeer mogelijk was. Na afvoer uit de reizigersdienst werd een aantal rijtuigen voor museale doeleinden bewaard.

## Prototypen
In de jaren 30 werden 6 proefrijtuigen gebouwd door Métallurgique Nivelles en Ateliers de la Dyle. Métallurgiques bouwde korte rijtuigen van ongeveer 20 meter in de versie c8 (63001), b4c4 (65001) en c5p (67001). Ateliers de la Dyle bouwde rijtuigen van 23 meter lengte in de versie c10 (63002), b5c4 (65002) en c8p (67002).
Rijtuig 63001 werd in 1957 vernummerd tot b8 42002. De b4c4 65001 werd in 1954 verbouwd tot c-rijtuig met nummer 63000. In 1957 werd dit b8 42001. Rijtuig c5p 67001 werd in 1957 vernummerd in b5p 49040. Nadat het in 1972 werd omgebouwd tot stuurstandrijtuig kreeg het rijtuig het nummer 49118.

## Seriebouw
De serielevering werd gebouwd door een groot aantal constructeurs. Zij waren gebaseerd op de lange versie (23 meter).

### C10
- Deze 250 rijtuigen (+ de twee proefrijtuigen) type c10 werden gebouwd vanaf 1935. De rijtuigen in de serie 63003 - 63042 werden gebouwd door Métallurgique Nijvel. De 63043 - 63082 door C.C.C., de 63083 - 63122 door SAFB, de 63123 - 63147 door Baume en Marpent, de 63148 - 63192 door Familleureux, de 63193 - 63222 door Enghien St.-Eloi en de 63223 - 63252 door Ateliers Germain.

| M1 c10        |
| ------------- |
| 63003 - 63252 |

Na de Tweede Wereldoorlog verdwenen 39 rijtuigen, waarvan een deel nog een tweede leven kreeg in Duitsland. Bij de herklassering in 1957 kregen de resterende rijtuigen de nummering 42001 - 42214.

### B5C4

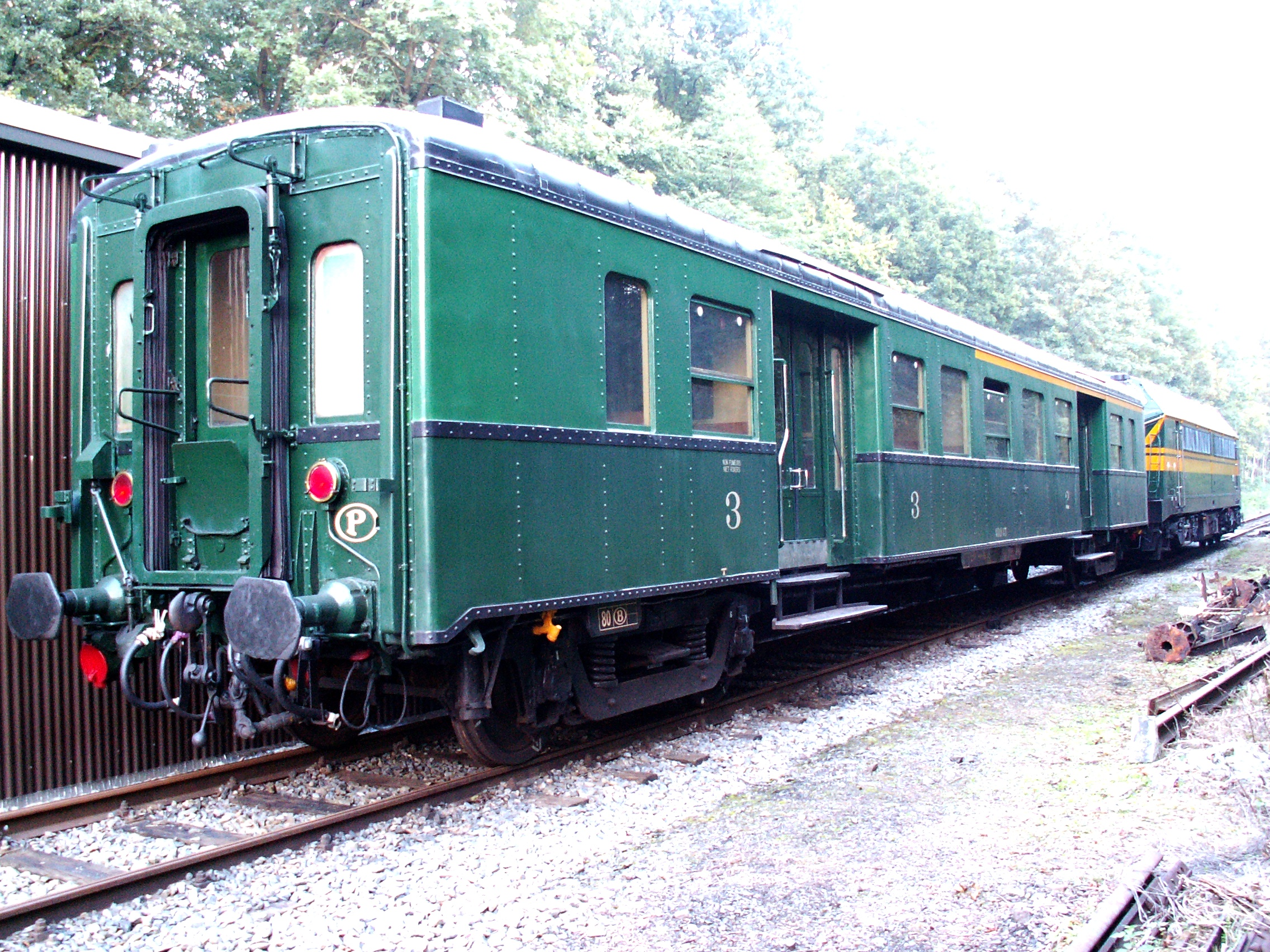
Een b5c4-rijtuig.

- Door drie fabrikanten werden in totaal 125 rijtuigen gebouwd met zowel een tweede als een derde klasse. Dit werd de reeks 65003 - 65127. De rijtuigen in de nummers 65003 - 65047 werden gebouwd door La Dyle. Rijtuigen 65048 - 65092 door La Brugeoise et Nicaise & Delcuve. De 65093 tot 65127 werden ten slotte gebouwd door Ragheno.

| M1 b5c4       |
| ------------- |
| 65003 - 65127 |

Na de Tweede Wereldoorlog waren zeven rijtuigen vernietigd of vermist. Tijdens de herklassering in 1957 werden de rijtuigen vernummerd in de serie AB 43.001 en 43.002 - 43.115.

### C8D

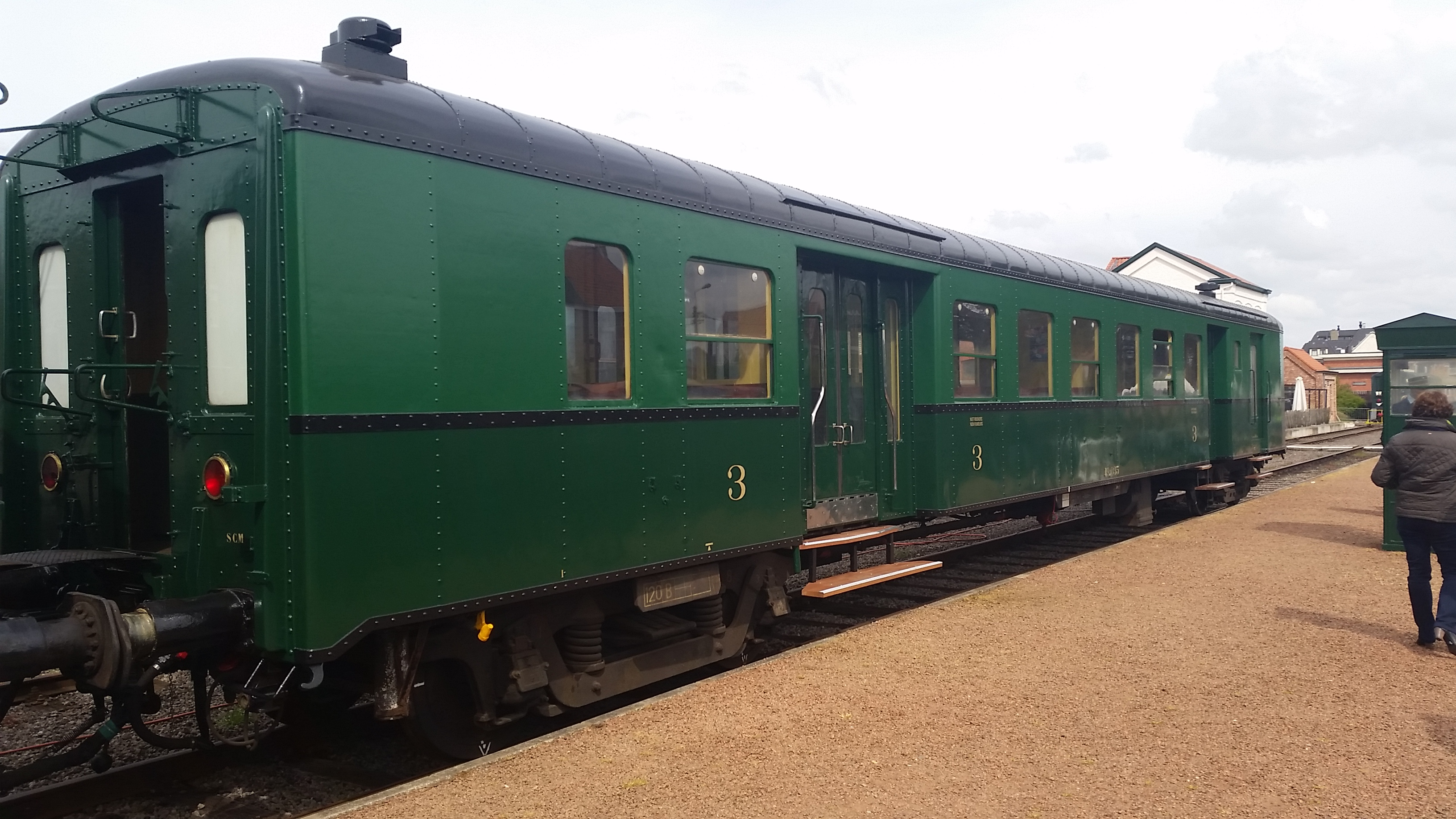
Een c8p.

- Door drie fabrikanten werden in totaal 125 rijtuigen gebouwd met zowel een derde klasse als een bagageafdeling. Dit werd de reeks 67003 - 67127. De rijtuigen 67.003 - 67.032 werden gebouwd door La Brugeoise et Nicaise & Delcuve. De 67033 - 67062 door Energie te Marcinelle. De 67.063 - 67.082 door Braine-le-Comte. De 67.083 - 67.107 door Ateliers de Seneffe en ten slotte de 67.108 - 67.127 door Ateliers de Godarville.

Negen rijtuigen van deze serie werden vernield of raakten vermist na de Tweede Wereldoorlog. Tijdens de herklassering in 1957 werden de overgebleven rijtuigen vernummerd in B9P 49.001 - 49.118.

#### Trek-duwstuurstandrijtuigen

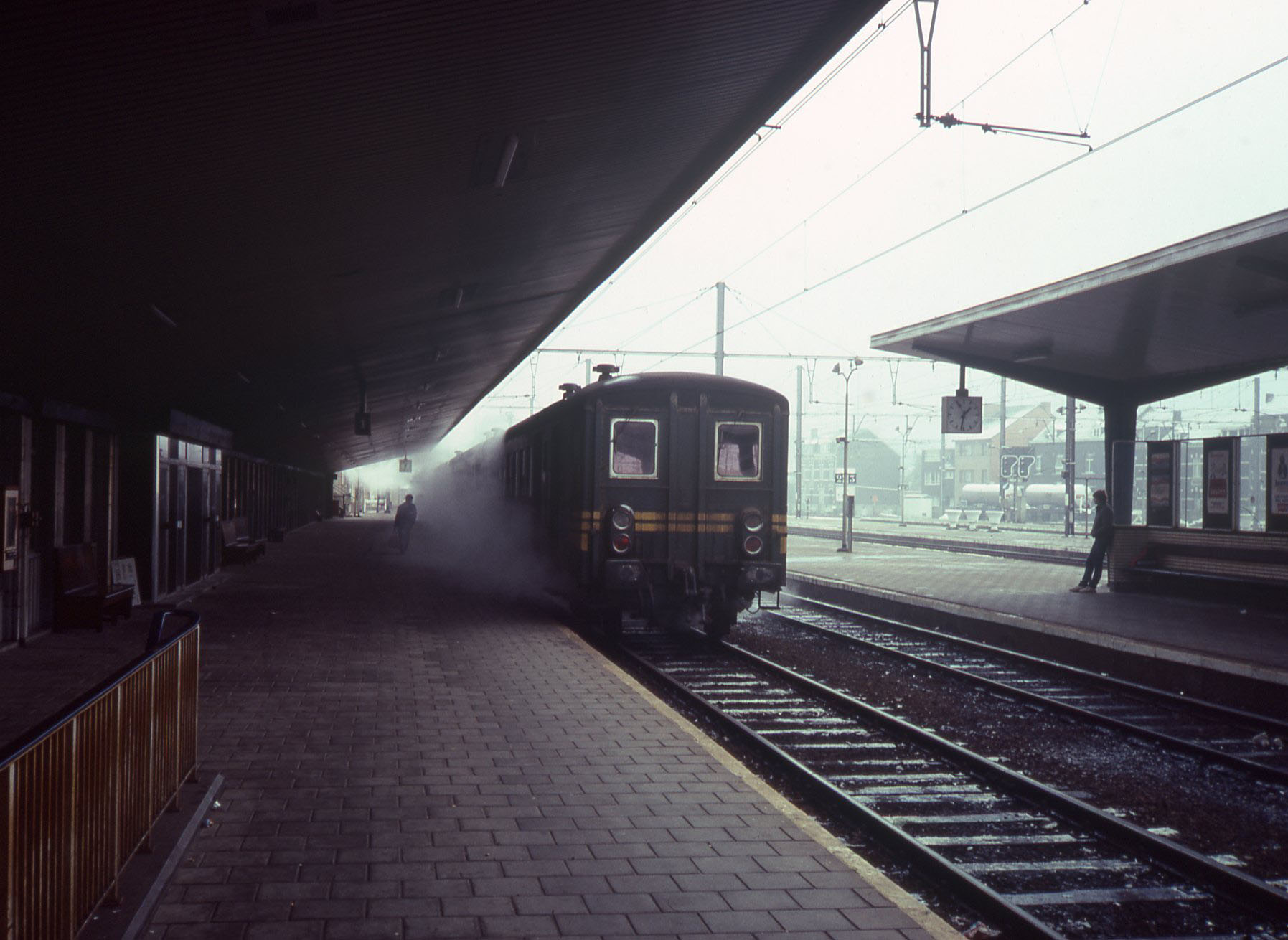
Een stuurstandrijtuig type BDx op het station van Hasselt.

Vanaf halverwege jaren 60 werd een aantal trek-duwstammen gecreëerd uit de rijtuigserie M1. Hierdoor behoefde de locomotief niet meer om te lopen naar de andere kant van de trein. Hiertoe diende een stuurstand voor de machinist te worden ingebouwd in de B8P-rijtuigen. Uiteindelijk werden 35 rijtuigen verbouwd tot een stuurstandrijtuig. Zij krijgen de benaming BDx. Ook een aantal tussenrijtuigen werd voor deze exploitatievorm aangepast. Zo diende een 30-dradige kabelverbinding te worden gelegd door de rijtuigen om commando's vanuit de stuurcabine van het stuurstandrijtuig door te geven aan de locomotief. Begin jaren 80 werd er ook een aantal stuurstandrijtuigen type M1 ingezet tezamen met rijtuigen M2. Vanwege het gebrekkige comfort van de BDx-rijtuigen M1 werden deze afgesloten voor reizigers.

## Tweede leven
Hoewel het grootste gedeelte van de rijtuigen is gesloopt, heeft een klein deel van de vloot een tweede leven gekregen, voornamelijk in de vorm van museummaterieel. Tevens werden 49 rijtuigen verkocht aan de Marokkaanse Spoorwegen.

### Oost-Duitsland

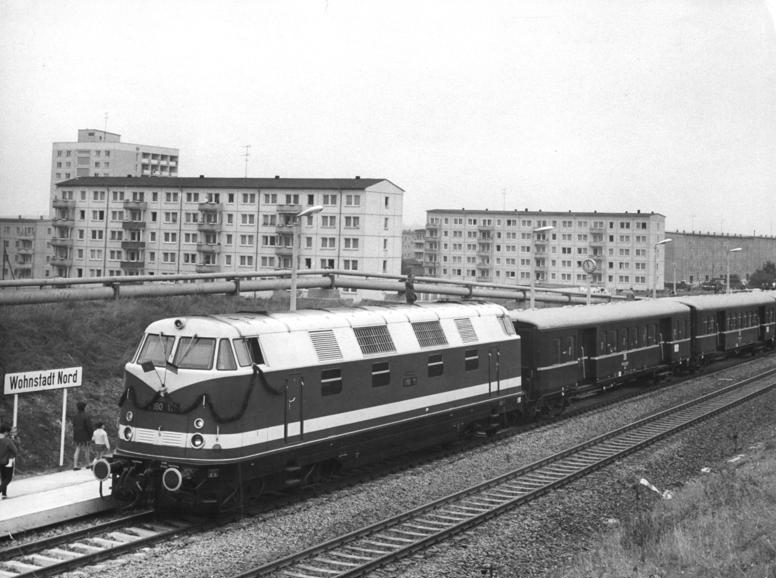
M1-wagons getrokken door een Duitse Baureihe 118 in 1969 in Halle-Nord.

Tijdens de Duitse bezetting in de Tweede Wereldoorlog zijn een aantal M1's naar Duitsland afgevoerd. In totaal waren dit acht BC-rituigen, zes CD-rijtuigen en 38 C-rijtuigen. Tot in de jaren zeventig zijn er een aantal door de Deutsche Reichsbahn in het district Halle (Saale) (DDR) ingezet.

### Marokko
Tussen 1985 en 1987 werden 14 AB-rijtuigen, 23 B-rijtuigen en 12 BD-rijtuigen verkocht aan de spoorwegen van Marokko.

### Gezondheidsdienst van het leger
Tijdens de mobilisatieperiode voorafgaand aan de Tweede Wereldoorlog werd door de Belgische minister van de Defensie besloten dat een aantal rijtuigen M1 geschikt werd gemaakt voor het vervoer van gewonden. Hierbij werden maatregelen genomen waarbij een rijtuig in 40 uur omgebouwd kon worden voor ziekenvervoer. Zo werden obstakels bij de deuren weggenomen (bagagerekken en banken) en werden bevestigingspunten aangebracht waarbij boven de ramen een bed kon worden aangebracht ter hoogte van de bagagerekken. Ook werden de rijtuigen iets versmald, om zo te passen binnen het Duitse omgrenzingsprofiel. Zo werd een rijtuig geschikt voor het vervoeren of verzorgen van 28 gewonden in bedden. Uiteindelijk werd een deel van de maatregelen uitgevoerd bij 168 rijtuigen c10.
Uiteindelijk bleef na de Tweede Wereldoorlog één rijtuig continu in deze omgebouwde staat ter beschikking staan aan het Belgische Rode Kruis. Dit betrof rijtuig B10 42.087 ex 63.105 en staat sinds 2015 in Train World.

### Museumrijtuigen
| Nummer    | Bij                                    | Opmerking | Afbeelding |
| --------- | -------------------------------------- | --- | ---------- |
| B 42002   | TSP                                    | Niet gerestaureerd https://web.archive.org/web/20231204230630/https://www.pfttsp.be/index.php/nl-nl/materieel/rijtuigen/1071-m1-42002-b     |            |
| B 42005   | Stoomcentrum Maldegem                  | Eerst bij Museum Stoomtrein der Twee Bruggen. Later verbouwd tot rijdend buffet.                                                            |            |
| B 42014   | CFV3V                                  | |            |
| B 42094   | CFV3V                                  | |            |
| B 42097   | TSP                                    | Gerestaureerd https://web.archive.org/web/20210508153334/https://www.pfttsp.be/index.php/nl-nl/materieel/rijtuigen/175-m1-42097-b           |            |
| B 42170   | Nene Valley Railway                    | |            |
| B 42???   | SDP                                    | Inmiddels gesloopt. |            |
| AB 43045  | TSP                                    | Gerestaureerd https://web.archive.org/web/20210514133305/https://www.pfttsp.be/index.php/nl-nl/materieel/rijtuigen/176-m1-43045-ab          |            |
| B 43060   | CFV3V                                  | |            |
| BD 49020  | CFV3V                                  | |            |
| BD 49051  | Station Wilderen                       | Afkomstig van het Stoomcentrum Maldegem. In 2014 verplaatst naar Wilderen om als restaurant te dienen. Niet gerestaureerd, wel herschilderd |            |
| BDx 49108 | TSP                                    | Niet gerestaureerd https://www.pfttsp.be/index.php/nl-NL/materieel/rijtuigen/177-m1-49108-bdx                                               |            |
| C 63073   | Stoomcentrum Maldegem (ooit bij SDP ?) | Bewaard als B 42062 |            |
| BC 65051  | Stoomcentrum Maldegem                  | Bewaard als AB 43046 |            |
| C 63105   | NMBS museum Train World te Schaarbeek  | (vanaf 1957: B 42087) |            |